# Marco Chiavarini
Marco Chiavarini (Moncalieri, 25 febbraio 1972) è un ex mezzofondista italiano.

## Biografia
Con il tempo di 1'46"76, stabilito nel 1995, è il quinto miglior italiano di sempre negli 800 m piani indoor.

## Palmarès
| Anno | Manifestazione  | Sede       | Evento      | Risultato | Prestazione | Note |
| ---- | --------------- | ---------- | ----------- | --------- | ----------- | ---- |
| 1991 | Europei U20     | Salonicco  | 800 m piani | 4º        | 1'49"75     |      |
| 1995 | Mondiali indoor | Barcellona | 800 m piani | Batteria  | 1'51"92     |      |
| 2000 | Europei indoor  | Gand       | 800 m piani | 6º        | 1'51"27     |      |

## Campionati nazionali
1992
- Oro ai campionati italiani assoluti, staffetta 4x800 m - 7'23"19

1995
- Oro ai campionati italiani assoluti indoor, 800 m piani

1999
- Bronzo ai campionati italiani assoluti, 800 m piani - 1'47"53
- Bronzo ai campionati italiani assoluti indoor, 800 m piani - 1'50"85

2000
- Bronzo ai campionati italiani assoluti, 800 m piani - 1'49"57
- Argento ai campionati italiani assoluti indoor, 800 m piani - 1'50"91

2001
- Bronzo ai campionati italiani assoluti indoor, 800 m piani - 1'49"53

2002
- 4º ai campionati italiani assoluti indoor, 800 m piani - 1'49"92

2003
- 6º ai campionati italiani assoluti, 800 m piani - 1'50"08

2005
- 7º ai campionati italiani assoluti, 800 m piani - 1'52"83

## Altre competizioni internazionali
1995
- Bronzo ai Giochi mondiali militari ( Roma), staffetta 4x400 m
- Argento al Golden Gala ( Roma), 800 m piani - 1'45"05

1999
- 8º al Golden Gala ( Roma), 800 m piani - 1'46"28